# (769) Tatjana
(769) Tatiana est un astéroïde de la ceinture principale.

## Caractéristiques
Il a été découvert le 6 octobre 1913 par Grigori Néouïmine à Simeiz.
Sa désignation provisoire était 1913 TA.

Le nom vient du prénom féminin russe Tatiana.

Les calculs d'après les observations de l'IRAS lui accordent un diamètre d'environ 106 kilomètres.